# Henrik Falkenberg (1721–1777)
Henrik Falkenberg af Trystorp, född 1721 i Stockholm, död 9 februari 1777 i Linköping, Östergötlands län, var en svensk friherre och militär.

## Biografi
Henrik Falkenberg af Trystorp föddes 1721. Han var son till friherre Gabriel Falkenberg af Trystorp. Falkenberg blev 5 januari 1737 volontär vid Livgardet, 1737 furir vid Livgardet, 29 mars 1738 fänrik vid Hälsinge regemente och 25 oktober 1739 kornett vid Östgöta kavalleriregemente. Han blev 22 juli 1744 ryttmästare i hessisk tjänst och 11 februari 1748 överstelöjtnant i hessisk tjänst. Falkenberg blev 3 oktober 1748 vice korpral vid Svenska Livdrabanterna, 12 april 1749 ordinarie korpral och utnämndes 26 april 1753 till riddare av Svärdsorden. Han blev 1756 kavaljer hos prinst Fredrik Adolf och blev 28 juni 1762 överstelöjtnant vid Västgöta kavalleriregemente. Falkenberg blev 23 augusti 1762 överstelöjtnant vid östgöta kavalleriregemente, 27 februari 1770 överste i armén och transporterades genom byte 20 juli 1774 till Norra Skånska kavalleriregementet med avsked 11 augusti 1774. Han avled 1777 i Linköping.

### Familj
Falkenberg gifte sig 9 december 1762 i Stockholm med hovfröken grevinnan Fredrika Eleonora Stenbock (1741–1820), dotter till lagmannen greve Gustaf Leonard Stenbock i Tiohärads lagsaga och grevinnan Fredrika Eleonora Horn af Ekebyholm. De fick tillsammans barnen Beata Fredrika Falkenberg (1764–1797) som var gift med löjtnanten friherre Johan Ludvig Fleming af Liebelitz och Lovisa Carolina Falkenberg (1770–1776).